# Civitan International
Il Civitan International, con sede a Birmingham, in Alabama, è un'organizzazione internazionale di service club a favore della comunità fondata nel 1917.
L'organizzazione mira a “costruire buoni cittadini”, fornendo una organizzazione di volontariato basata su club dedicati a servire le esigenze individuali e della comunità con particolare attenzione per l'assistenza di persone con “disabilità dello sviluppo”.

## Storia
Nel 1917, un gruppo di uomini d'affari di Birmingham, in Alabama, guidati da Courtney Shropshire, un medico locale, fondarono un club indipendente, al servizio della comunità, denominato Civitan, nome derivato dalla parola latina “cittadinanza”.
Gli Stati Uniti entrarono in guerra appena un mese dopo che il club fu formato. Con tutta l'attenzione pubblica focalizzata sulla guerra, Civitan rimase un'organizzazione locale.
Shropshire aveva invece immaginato una organizzazione internazionale di club Civitan dedicata a servire l'intera umanità e sulla base di questa idea fondò nel 1920 l'Associazione Internazionale dei Club Civitan. Negli anni immediatamente successivi la prima guerra mondiale, l'organizzazione ha visto una rapida crescita. Dal giugno 1922 al secondo convegno internazionale, il Civitan raggiunse il numero di 115 club e di oltre 3.300 Civitans in tutti gli Stati Uniti.
In questo periodo i Club di servizio come il Civitan erano estremamente popolari, in quanto promuovevano lo spirito di ottimismo che ha caratterizzato gran parte dei ruggenti anni Venti.
I club di servizio subirono però un forte calo in termini di adesioni e raccolta fondi durante la Grande Depressione. I Civitan però perseverarono e riuscirono, anche grazie alla cooperazione con il Rotary ed i Lions Club a superare questo periodo.
Subito dopo la seconda guerra mondiale si assistette ad un'altra spinta alla crescita, triplicando di dimensioni tra 1946 e 1956, il Civitan divenne il sesto più grande club di servizio negli Stati Uniti.

## Progetti di Service
Il Civitan International lascia ai club la facoltà di operare in modo indipendente, lasciando loro la libertà di partecipare a qualsiasi service che ritengono opportuno.

### Focus sulla disabilità dello sviluppo
Mentre i singoli club sono liberi di perseguire i propri progetti, il Civitan International è focalizzato sul servizio ai disabili mentali. Questa enfasi è stata adottata nel 1956, quando il Civitan fu tra i primi a fornire una formazione specifica per gli insegnanti di bambini disabili mentali.
Civitan continua a privilegiare l'aiuto alle persone con disabilità dello sviluppo. Nel 1990, il Civitan Research Center è stato fondato nel campus della University of Alabama a Birmingham con una donazione di 20 milioni di dollari. Il Civitan Research Center è stata la prima istituzione del genere negli Stati Uniti ad essere focalizzata esclusivamente sulla ricerca di disabilità dello sviluppo. All'interno della struttura operano ricercatori provenienti da diverse parti del mondo ed in particolare, per quanto riguarda i paesi europei, da Germania, Belgio e Croazia.

### Junior Civitan International
Junior Civitan International è uno dei programmi più rodati e di maggior successo di Civitan. Gli studenti di età compresa tra 13 e 18 anni possono iscriversi ad un club Junior Civitan nella loro scuola o nella loro comunità. Ogni Junior Civitan club è sponsorizzato da un club Senior Civitan e promuove la leadership degli studenti, sviluppo della leadership e servizio alla comunità.

### Premio “Cittadinanza Mondiale”
Dwight Eisenhower riceve il Premio “Cittadinanza Mondiale” il 9 giugno 1966. Civitan ha assegnato il Premio Cittadinanza Mondiale a coloro “che hanno dato un contributo significativo al genere umano”. I destinatari del premio sono stati: Winston Churchill; Dwight D. Eisenhower; Wernher von Braun; Thor Heyerdahl; Eunice Kennedy Shriver.

### Progetto Candy Box
Il Progetto Civitan Candy Box, uno dei programmi Civitan di raccolta fondi più antichi e di maggior successo, ha raccolto 50 milioni di dollari dalla sua nascita nel 1976. I volontari raccolgono i soldi, mantenendoli per alcuni progetti di servizio del club, e inviando il resto a Civitan International per i suoi progetti di beneficenza.

## Attività internazionali
L'organizzazione comprende 50.000 membri (denominati Civitans) in quasi 1.000 club di tutto il mondo.
- Bangladesh
- Canada
- Corea del Sud
- Costa d'Avorio
- Danimarca
- Estonia
- Filippine
- Germania
- Ghana
- Giappone
- Giordania
- India
- Italia
- Liberia
- Nepal
- Nigeria
- Norvegia
- Paesi Bassi
- Pakistan
- Regno Unito
- Romania
- Russia
- Senegal
- Sierra Leone
- Slovacchia
- Stati Uniti d'America
- Svezia
- Taiwan
- Ucraina
- Ungheria

## Membri illustri dei Civitan
Hanno fatto parte attiva del Civitan International:
- Thomas Edison, inventore
- Calvin Coolidge, Presidente degli Stati Uniti
- Franklin D. Roosevelt, Presidente degli Stati Uniti, charter member del Civitan Club di New York
- Rep. Joseph W. Byrns, Sr.
- John F. Kennedy, Presidente degli Stati Uniti
- Harry Truman, Presidente degli Stati Uniti